# داگلاس دی‌سی-۷بی ان۸۳۶دی
داگلاس دی‌سی-۷بی ان۸۳۶دی (به انگلیسی: Douglas DC-7B N836D) یک هواپیمای ساختِ کارخانهٔ شرکت هواپیماسازی داگلاس در کشور ایالات متحده آمریکا است.